# Coua gigas
Il cua gigante (Coua gigas Boddaert, 1783) è un uccello della famiglia dei Cuculidi.

## Distribuzione e habitat
Questo uccello è endemico del Madagascar.

## Tassonomia
Coua gigas non ha sottospecie, è monotipico.